# میشل دوسرتو
میشل دوسرتو (به فرانسوی: Michel de Certeau) نظریه‌پرداز و متفکر فرانسوی (۱۹۲۵–۱۹۸۶) است که در کارهایش تاریخ، روانکاوی، فلسفه و علوم اجتماعی تلفیق شده‌اند.

## زندگی حرفه ای
کارهای دوسرتو تحت تأثیر فروید بود و به همران ژاک لاکان یکی از بنیان‌گذاران مدرسه فرویدی پاریس -یک گروه غیررسمی که به عنوان هستهٔ مرکزی دانشگاهیان فرانسوی علاقه‌مند به روان کاوی عمل می‌کرد، بود. او پس از انتشار یک مقاله دربارهٔ وقایع ماه می سال ۱۹۶۸ میلادی در فرانسه مورد توجه قرار گرفت.

## رویه زندگی روزمره
تاثیرگذارترین و شناخته شده‌ترین کتاب دوسرتو در ایالات متحده آمریکا رویهٔ زندگی روزمره است که در زمینه‌های مختلفی از جمله حقوق، هنرهای دراماتیک به آن ارجاع داده شده‌است. در این کتاب، دوسرتر تئوری فعالیت تولیدی و مصرفی نهفته در زندگی روزمره را پی مي‌نهد.

## ترجمه به فارسی
- قدم زدن در شهر در کتاب مطالعات فرهنگی، ترجمه نیما ملک محمدی و دیگران، نشر تلخون.